# Epignoma lisiogon
Epignoma lisiogon är en insektsart som beskrevs av Irena Dworakowska 1977. Epignoma lisiogon ingår i släktet Epignoma och familjen dvärgstritar. Inga underarter finns listade i Catalogue of Life.